# Estes Kefauver
Carey Estes Kefauver ( /ˈɛstᵻs_ˈkiːfɔːvər/;
26 de julio de 1903 – 10 de agosto de 1963) fue un político estadounidense de Tennessee. Miembro del Partido Demócrada, fue miembro de la Cámara de Representantes de los Estados Unidos desde 1939 hasta 1949 y del Senado de los Estados Unidos desde 1949 hasta su muerte en 1963.
Luego de liderar una investigación muy publicitada sobre el crimen organizado a inicios de los años 1950, buscó dos veces la nominación de su partido para tentar la Presidencia de los Estados Unidos. En las elecciones de 1956, fue elegido por la Convención Nacional Demócrata para ser el compañero de fórmula del candidato presidencial Adlai Stevenson. Mantuvo su asiento en el senado luego de la fórmula Stevenson–Kefauver perdiera la elección frente a la fórmula Eisenhower–Nixon. Kefauver fue nombrado presidente del Subcomité Judicial del Senado de los Estados Unidos sobre Antimonopolio, Política de Competencia y Derechos del Consumidor en 1957 y actuó como su presidente hasta su muerte.